# Колелунго (Терни)
Колелунго је насеље у Италији у округу Терни, региону Умбрија.
Према процени из 2011. у насељу је живело 245 становника. Насеље се налази на надморској висини од 450 м.